# 弗里德里希·馮·沃姆
克里斯托福·卡爾·弗里德里希·馮·沃姆（德語：Christoph Carl Friedrich von Wurmb，1742年7月2日—1781年3月）是一名德國植物學家。他是馮·沃姆貴族家族的後裔。在某個時期，他的哥哥路德維希和他自己愛上了同一個女人。經過漫長的抉擇，他決定移民，把女人留給哥哥。他加入荷蘭東印度公司，移居到阿姆斯特丹，後來又移居到巴達維亞（今雅加達）。他的哥哥後來娶了這位名叫克里斯蒂安娜·馮·維爾森（Christiane von Werthern）的女子。他姊姊的姊夫弗里德里希·席勒為此寫了一篇短篇小說《寬宏大量的行為》（Eine Grossmütige Handlung）。
在生物學方面，他以棕櫚科的分類法和關於婆羅洲猩猩的文章而知名。
秋水仙科的安圭拉氏蘭屬（Wurmbea）以他的名字命名。